# Distretto di Ganderbal
Il distretto di Ganderbal è una suddivisione amministrativa del Jammu e Kashmir, in India, di 13 944 abitanti. È situato nella divisione del Kashmir e il suo capoluogo è Ganderbal. Il distretto è stato formato dopo il censimento del 2001.